# Speocera bambusicola
Speocera bambusicola là một loài nhện trong họ Ochyroceratidae. Loài này phân bố ở Kenia.